# Nakajima Yoshiki
Yoshiki Nakajima (sinh ngày 18 tháng 8 năm 1993) là một cầu thủ bóng đá người Nhật Bản.

## Sự nghiệp câu lạc bộ
Yoshiki Nakajima đã từng chơi cho Ehime FC.